# Henk Meutgeert
Henk Meutgeert (Kampen, 12 december 1947) is een Nederlandse arrangeur, componist, pianist en dirigent.

## Biografie
Meutgeert begint op jonge leeftijd te spelen op het harmonium in zijn ouderlijk huis. Op de Kampense muziekschool krijgt hij harmoniumles van een oom, die hem adviseert over te stappen naar de piano.
Aan het Conservatorium Zwolle krijgt Meutgeert arrangeerles van Frans Elsen.

### De jaren zeventig
Nog op het conservatorium wordt Meutgeert door Ferry Wienneke gevraagd om in een van diens orkesten te komen remplaceren. Al snel is hij de vaste pianist van het KRO-huisorkest en Wiennekes Goudenregen Ensemble.

### De jaren tachtig
Vanaf 1980 is Meutgeert vijf jaar lang pianist bij The Skymasters, de bigband van de AVRO. Daarnaast maakt hij vijftien jaar lang deel uit van het Kwartet Herman Schoonderwalt en leidt hij jarenlang een eigen orkest in dienst van de NCRV.
Wanneer Meutgeert in 1986 een compositieopdracht van de Wereldomroep ontvangt, vormen hij en Ton van der Horst de Netherlands Concert Jazz Band. Daarin spelen de bekende jazznamen uit die tijd: Ack van Rooyen, Piet Noordijk, Ferdinand Povel en ook zijn leermeester Frans Elsen. De bigband bestaat uiteindelijk vijf jaar met steun van subsidie van het ministerie van WVC.
Vanaf 1987 gaat Meutgeert een dag per week les geven aan de conservatoria van Zwolle en Groningen. Dat gaf hem de mogelijkheid zich te specialiseren in het schrijven van muziek.

### De jaren negentig tot heden
Henk Meutgeert arrangeert veel voor het Metropole Orkest, dat hij ook regelmatig leidt als gastdirigent.
Als componist/arrangeur schrijft hij veel voor radio- en tv-producties en componeert in opdracht van diverse lichte muziek-orkesten. Zo klinkt op 24 september 1992 de door hem geschreven Suite for Sesjun tijdens de 1000e aflevering van het TROS-jazzprogramma Sesjun. 
In 1994 schrijft hij in opdracht van de European Broadcasting Union (EBU) de vijfdelige suite Eburnian Elephant Songs.
In 1996 richt hij samen met bassist Frans van Geest en drummer Hans Dekker de New Concert Big Band op. Met voornamelijk arrangementen van Meutgeerts hand ontwikkelt het ensemble een succesvolle concertserie in het Bimhuis. Sinds 1999, op initiatief van toenmalig Concertgebouw-directeur Martijn Sanders, speelt men onder de naam Jazz Orchestra of the Concertgebouw. In 2010 ontvangt het orkest een Edison voor de cd Blues for the Date, een jaar voordat Meutgeert afscheid neemt als orkestleider.

## Onderscheidingen
In 1998 ontvangt Meutgeert de Peter Schilperoort Award, in 1999 krijgt hij de Bird Award uitgereikt op het North Sea Jazz Festival en in 2015 wordt hij onderscheiden met de Concertgebouw Jazz Award.